# 혜가

달마에게 팔을 바치는 혜가. 1496년 셋슈가 그린 그림으로, 일본 아이치현 도코나메시 제년사(斉年寺)에 소장 되어 있다.

혜가(慧可, 487년~593년)는 수나라의 선승이며 선종(禪宗)의 제2대조이다.
노자와 장자를 공부하다가 마흔이 넘어서야  보리달마의 제자가 되었다.
중국 선종 1대조인 보리달마의 제자가 되기 위해 팔을 자른 이야기가 유명하다.

## 생애
무뢰(武牢：허난성 뤄양 부근)에서 출생하여 어릴 때 이름을 광(光) 또는 신광(神光)이라 하였다. 성은 희씨(姫氏)였다.
젊었을 때에는 노장(老莊)의 전적과 불전을 공부하고 후에 뤄양의 용문(龍門) 향산(香山)에 가서 보정선사(寶靜禪師)를 따라 출가하여 영목사(永穆寺)에서 계율을 받았다. 그 후 각지를 돌아다니며, 높고 밝은 학문을 접하며 지식을 쌓다.
32세에 다시 향산에 돌아가 8년간을 명상으로 보냈다. 520년 숭산 소림사를 찾아 선종의 제1대조인 보리달마의 제자가 되어 이 곳에서 8년 동안 수도에 정진하였다.
552년에 법을 제자인 승찬(僧璨)에게 전수하였다. 그 뒤에 업도에서 선(禪)을 펴기 34년, 박해(迫害)에도 굴하지 않고 각지를 돌면서 도문(屠門)과 주가(酒家)에도 출입을 하였다 한다. 광구사(匡救寺)에서 열반경을 강하여 많은 학승이 모였다.
마지막에는 승려 변화(辨和)의 미움을 받았고, 읍장(邑長)인 적중간(翟仲侃)에 의해 처형되었다고 한다.

## 일화

### 팔을 자르다
혜가는 매일 소림사를 찾아가 달마대사에게 법을 물었다. 그러나 달마대사는 입을 열지 않았다. 혜가는 목숨을 바칠 각오로 달마대사의 방문 밖에서, 눈을 맞으며 날을 꼬박 새웠다.
아침에 혜가를 발견한 달마대사는 눈 속에 서서 무엇을 구하느냐고 물었다. 혜가는 눈물을 흘리며, 감로의 문을 열어 중생을 제도해달라고 했다. 달마대사는 부처의 지혜를 여러 겁을 수행해야만 얻어지는 것이라며, 작은 뜻으로는 큰 법을 얻을 수 없다고 했다.
혜가는 자신의 왼쪽 팔을 칼로 잘라, 달마대사에게 내놓았다. 달마대사는 부처와 보살은 법을 구할 때, 몸을 몸으로 보지 않고, 목숨도 목숨으로 보지 않았다며, 혜가가 팔을 잘랐으니 법을 구할 만하다고 했다. 이렇게 혜가는 달마대사의 제자가 되었다.

### 마음을 가져오너라
어느 날, 혜가가 달마대사에게 마음이 불안하니, 마음을 편하게 해달라고 했다. 달마대사는 마음을 가져오라고 했다.
혜가는 마음을 아무리 찾아도, 찾을 수 없다고 했다. 달마대사는 찾는 다고 찾아지면, 어떻게 그게 마음이겠냐며, 나는 이미 너의 마음을 편하게 해주었다고 했다.
달마대사는 다시 혜가에게 나는 이미 너의 마음을 편하게 해주었는데, 보고 있느냐고 물었다. 혜가는 활짝 깨달았다.

## 게송
본래 땅이 있는 까닭에
땅으로부터 씨앗 꽃 피나니
만약 본래로 땅이 없다면
꽃이 어느 곳으로부터 피어나리오.

## 참고 자료
- 이 문서에는 다음커뮤니케이션(현 카카오)에서 GFDL 또는 CC-SA 라이선스로 배포한 글로벌 세계대백과사전의 내용을 기초로 작성된 글이 포함되어 있습니다.

| 전임 보리달마 | 제2대 중국 선종의 조사 528년 ~ 593년 | 후임 승찬 |